# Sim Kwon-ho
Sim Kwon-ho (* 10. prosince 1972 Songnam) je bývalý jihokorejský zápasník – klasik, olympijský vítěz z roku 1996 a 2000.

## Sportovní kariéra
Od pěti let se věnoval v rodném Songnamu korejskému bojovému umění taekwondo. S olympijským zápase se seznámil ve 13 letech na druhém stupni základní školy Mun-won. Jako většina mladých Korejců se nejprve věnoval volnému stylu, ve kterém pokračoval i na soulské střední sportovní škole. Na zápas řecko-římský se přeorientoval počátkem devadesátých let, když se během studií na Soulské národní sportovní univerzitě dostal do tréninkové skupiny Pang Te-tua. V jihokorejské klasické reprezentaci se pohyboval od konce roku 1991 ve váze do 48 kg. V roce 1992 dostal v jihokorejské olympijské nominaci na olympijské hry v Barceloně přednost úřadující mistr světa Kwon Tok-jong.
Od roku 1995 byl členem profesionálního týmu jihokorejské developerské společnosti Land and Housing. V roce 1996 startoval na olympijských hrách v Atlantě jako úřadující mistr světa a Asie. Ve druhém kole porazil po prodloužení Zafara Gulijeva z Ruska těsně 2:1 na technické body a později ve finále se utkal s Alexandrem Pavlovem z Běloruska. Minutu před koncem finálového zápasu dostal výhodu v parteru, při které soupeře přetočil a ujal se vedení 2:0 na technické body. Protože šlo o malý bodový zisk, zápas pokračoval po uplynutí hrací doby prodloužením. Po minutě prodloužení poslal rozhodčí pasivního soupeře do pokleku (parteru), po kterém zápas rozhodl druhým přetočením. Vítězstvím 4:0 na technické body získal zlatou olympijskou medaili.
Od roku 1997 Mezinárodní zápasnická federace zrušila jeho původní váhovou kategorii do 48 kg, a proto přestoupil do tehdy nejnižší možné kategorie do 54 kg. V této váze měl doma silnou konkurenci v
Ha Te-jonovi, kterého v roce 2000 při korejské olympijské nominaci porazil a startoval na olympijských hrách v Sydney. V úvodním kole základní skupiny porazil na technickou převahu zraněného Poláka Dariusze Jabłońského. V zápase o první místo a postup ze skupiny se však s Kazachem Rakymdžanem Asembekovem trápil a za nerozhodného stavu 2:2 na technické body vyhrál po prodloužení na pomocná kritéria – pasivita 1:3. Ve čtvrtfinále porazil Alfreda Ter-Mkrtčjana z Německa těsně 6:4 na technické body, ale v semifinále v korejském derby s Kang Yong-kjunem poprvé v turnaji potvrdil formu z přípravy vítězstvím před časovým limitem na technickou převahu. K cestě ke druhé zlaté olympijské medaili ho potom finále nezastavil Kubánec Lázaro Rivas, kterého porazil jednoznačně 8:0 na technické body. Po olympijských hrách se rozloučil se zápasnickou žíněnkou. V roce 2003 avizoval návrat s cílem získat třetí zlatou olympijskou medaili, ale tento záměr nedotáhl do konce. Věnuje se trenérské práci a pro korejskou televizi pravidelně spolukomentuje přenosy ze zápasnických soutěží.

## Výsledky
| Turnaj            | 1992 | 1993 | 1994 | 1995 | 1996 | 1997 | 1998 | 1999 | 2000 |
| Turnaj            | 20   | 21   | 22   | 23   | 24   | 25   | 26   | 27   | 28   |
| Turnaj            | -48  | -48  | -48  | -48  | -48  | -54  | -54  | -54  | -54  |
| ----------------- | ---- | ---- | ---- | ---- | ---- | ---- | ---- | ---- | ---- |
| Olympijské hry    | —    |      |      |      | 1.   |      |      |      | 1.   |
| Mistrovství světa |      | 3.   | —    | 1.   |      | —    | 1.   | —    |      |
| Asijské hry       |      |      | 1.   |      |      |      | 1.   |      |      |
| Mistrovství Asie  | 3.   | 2.   |      | 1.   | 1.   | ?    |      | 1.   | —    |